# Couvent des Augustins de Cosne-Cours-sur-Loire
 (décembre 2019).
Le couvent des Augustins est un ancien établissement religieux situé à Cosne-Cours-sur-Loire, dans la Nièvre. Fondé par l'évêque d’Auxerre François de Donadieu en 1616, c'est aujourd'hui le musée de la Loire.

## Histoire d'un couvent devenu musée
Depuis l'installation des Augustins en 1616 jusqu'à celle du musée de la Loire, le bâtiment a abrité de nombreuses institutions religieuses, administratives, éducatives ou culturelles :

### Les Augustins (1616-1790)
Les Augustins s’installent en 1616, sous l’épiscopat de François de Donadieu, évêque d’Auxerre, dans des bâtiments déjà existants au bord du Nohain. Leur mission semble être l’instruction de la jeunesse. Deux lettres, signées de François Donadieu, évêque d’Auxerre, les autorisent également « […] à instruire les confessions, faire l’office, donner la communion, hors le temps Pascal […] ».
En 1618, ce dernier leur accorde aussi le droit de construire une chapelle.
Ils sont généreusement dotés par la population et n’ont de cesse d’étendre leur couvent le long de la rivière. Plusieurs documents, conservés aux archives départementales de la Nièvre, mentionnent des travaux de construction ou de réfection. De nombreux marchés de travaux sont signés entre les moines et différents artisans : Pierre Picard, tailleur de pierre, en 1646 ; Edme Millot, peintre de Saulieu, en 1648 ; Jean Briant, couvreur de Bourges, en 1651 ou Philippe Chereau, menuisier de Cosne, en 1695, etc.
Il est aussi question régulièrement de l’acquisition de terrains : « maison et jardin d’Emée Chantereau » en 1632, « maison et jeu de paulme de François Saujot où est à présent bastie l’église du couvent » en 1633, « maison et jardin d’Emée Chantereau » en 1643, « 300 livres employées à faire l’acquisition de la maison et tannerie de Pierre Labre qui fait à présent partie du couvent » en 1652 par exemple.

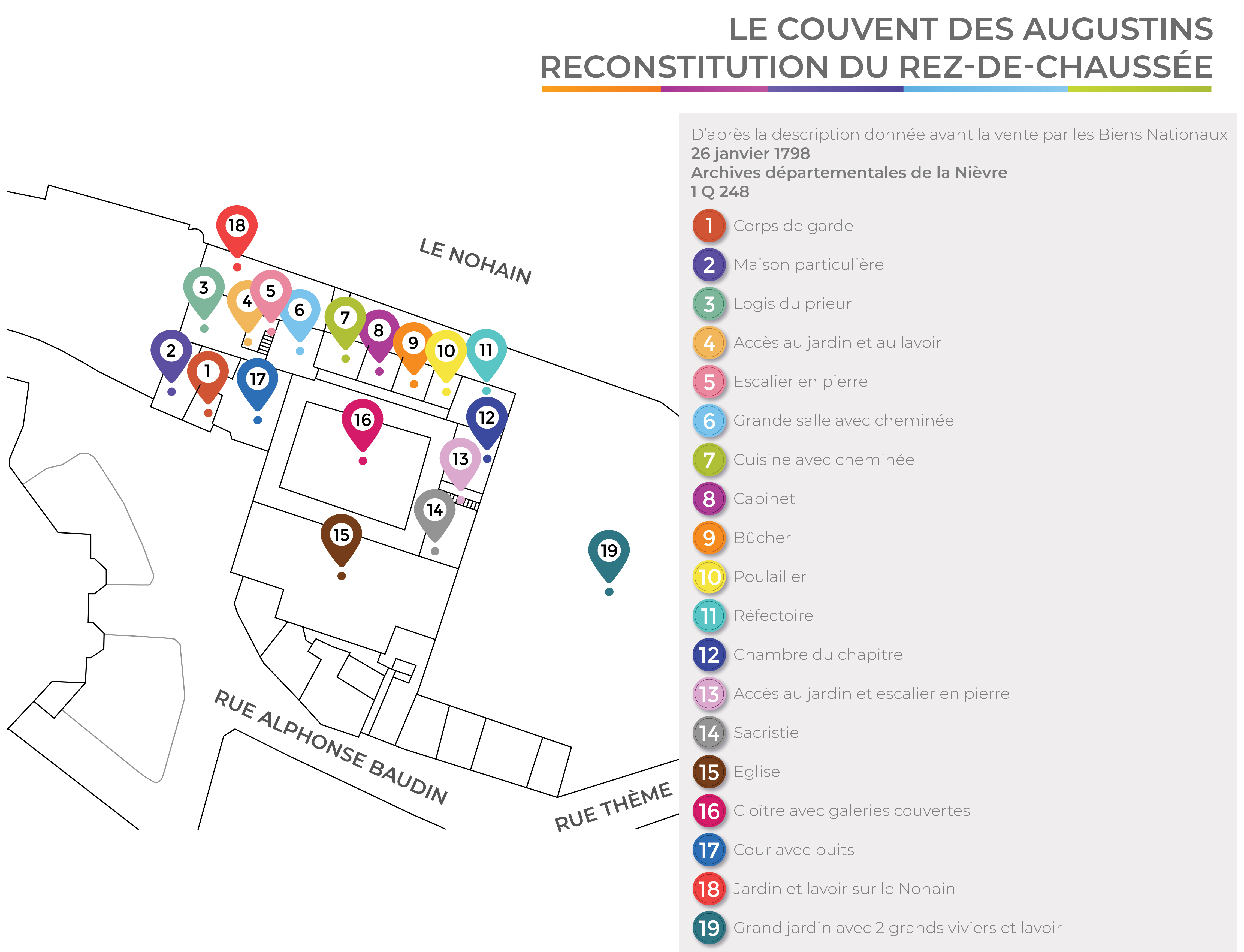
Le couvent des Augustins, reconstitution du rez-de-chaussée, d'après la description donnée avant la vente par les biens nationaux, 26 janvier 1798.

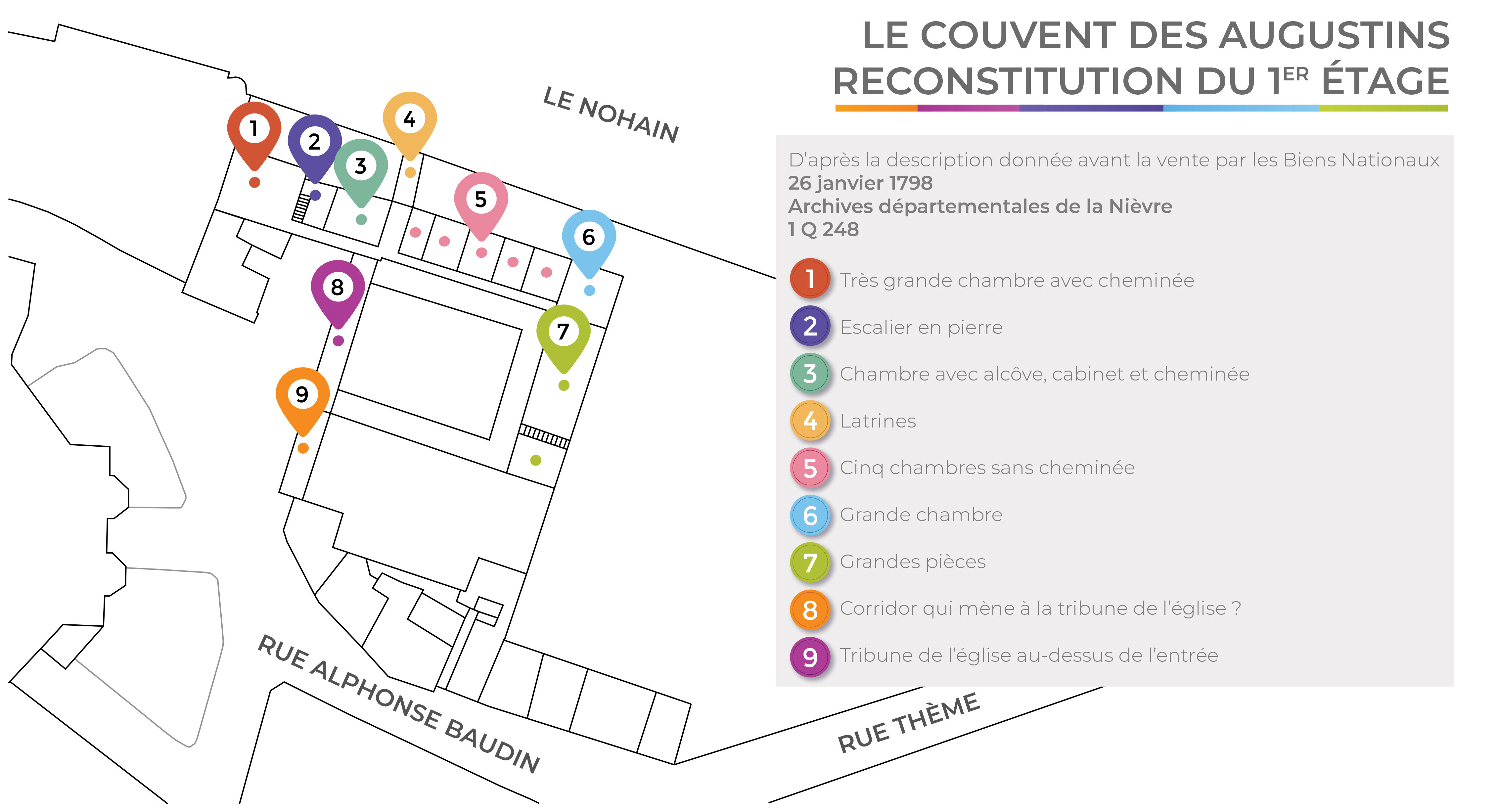
Le couvent des Augustins, reconstitution du 1er étage, d'après la description donnée avant la vente par les biens nationaux, 26 janvier 1798.

### Musée de la Loire et La Banque postale (à partir de 1980)

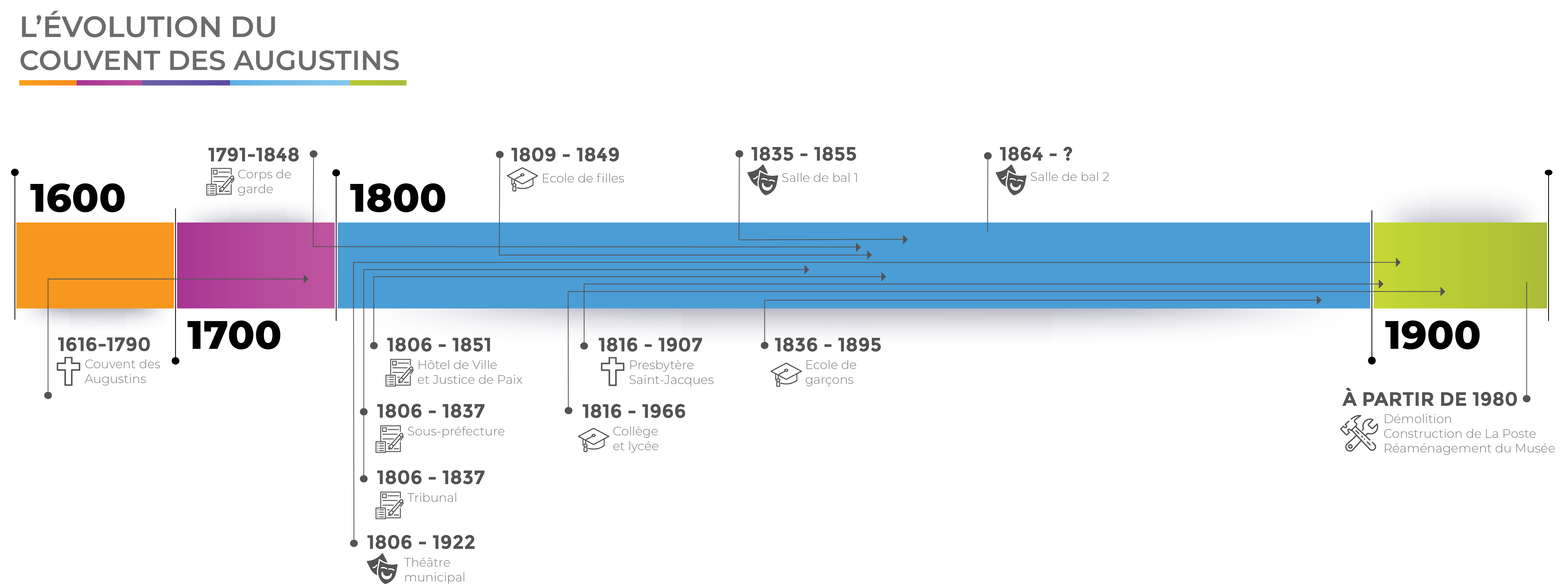
Frise chronologique du couvent au musée.

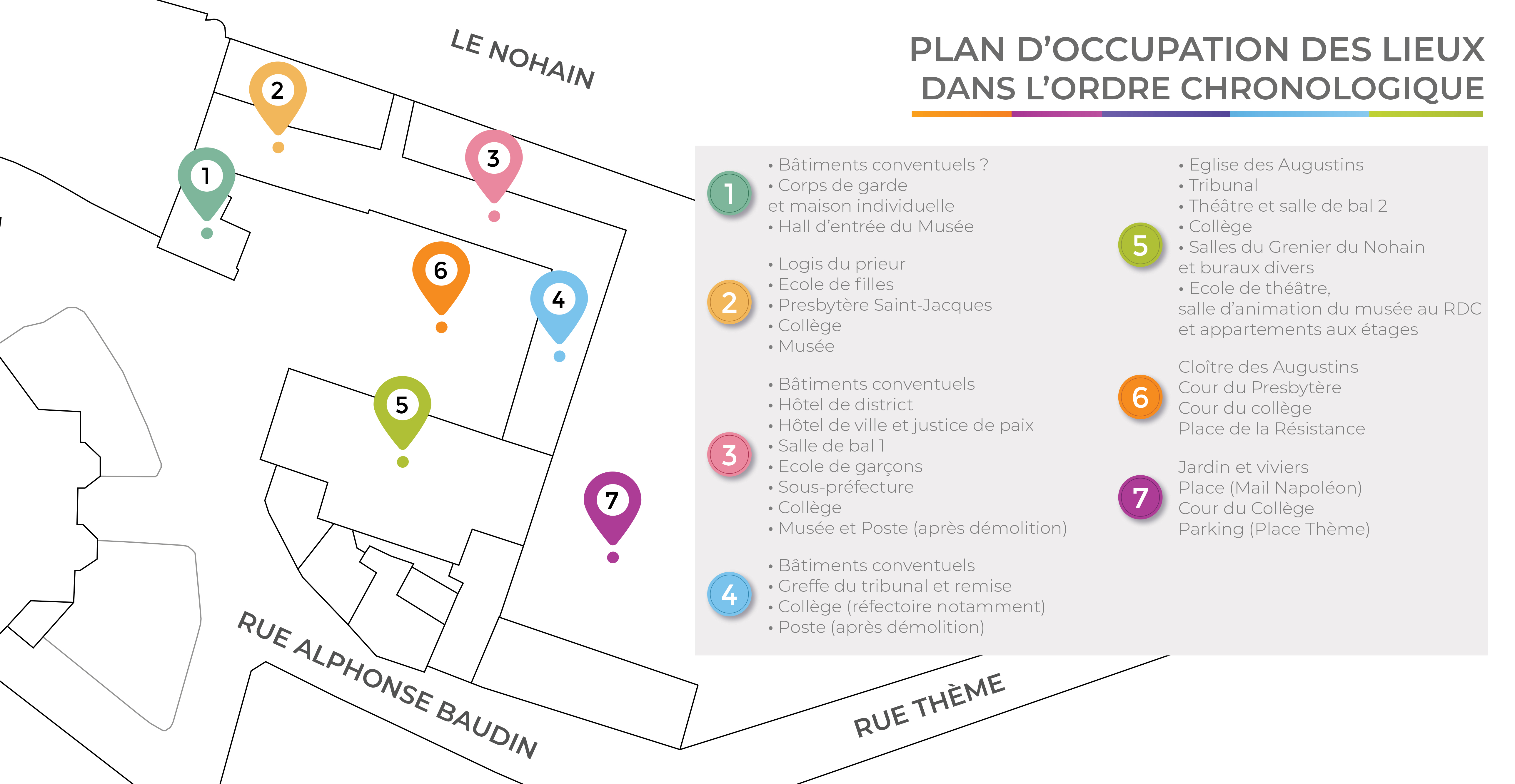
Plan d'occupation et de destination des lieux à travers les siècles du couvent au musée.

## Protection
Le bâtiment est inscrit à l'inventaire supplémentaires des monuments historiques le 15 juin 1977.